# Sambaqui

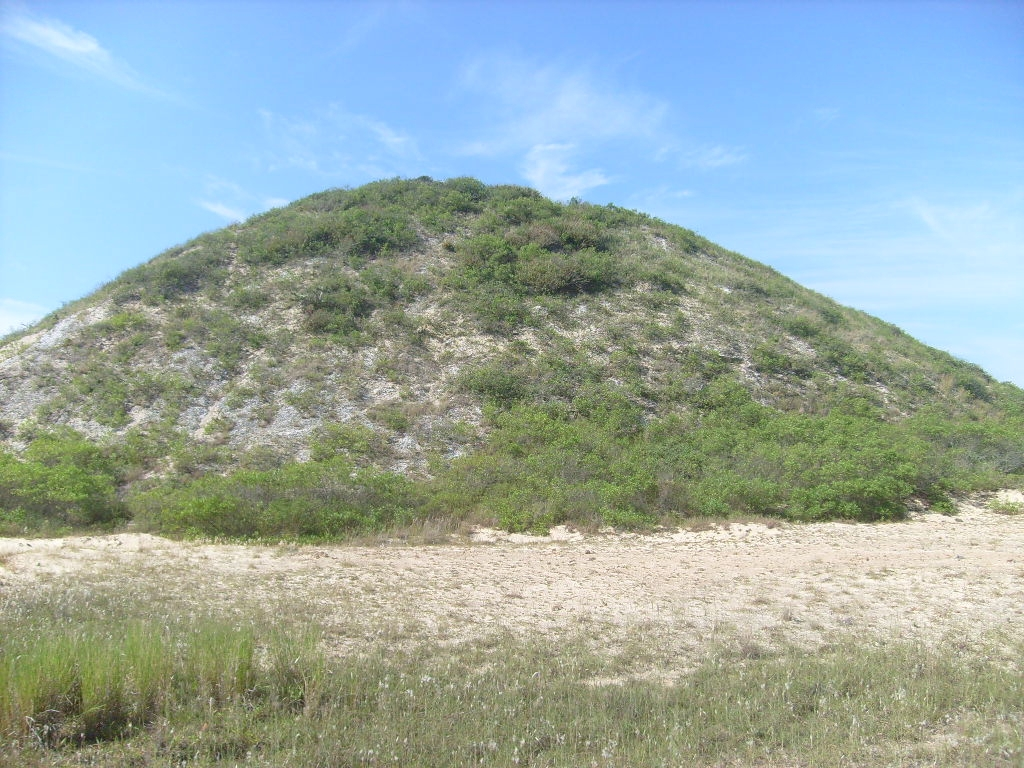
Sambaqui Figueirinha I, amb prop de 18 metres d'alçada

Els sambaquis (portugués brasiler) o concheiros (portugués europeu) són dipòsits de construcció humana, constituïts per matèria orgànica i calcària que, al llarg del temps, han sofert l'acció de la intempèrie. Acabaren patint una fossilització química, perquè la pluja deforma l'estructura dels mol·luscs i dels ossos enterrats, espaiant el calci per tota l'estructura i petrificant les restes i ossades existents. Alguns pobles autòctons els utilitzaven com a santuari, soterrant-hi els seus morts. Altres els triaven com a indrets especials per construir-hi les seues maloca.
Els sambaquis són una important font d'estudi. Investigant-ne el contingut, es pot conéixer la vida dels primers poblats de l'actual territori brasiler, com la seua alimentació, els coneixements tècnics, la fauna i la flora de l'època, etc. Els excrements humans fossilitzats poden informar-nos, per exemple, de les malalties que aquells homes i dones tenien.

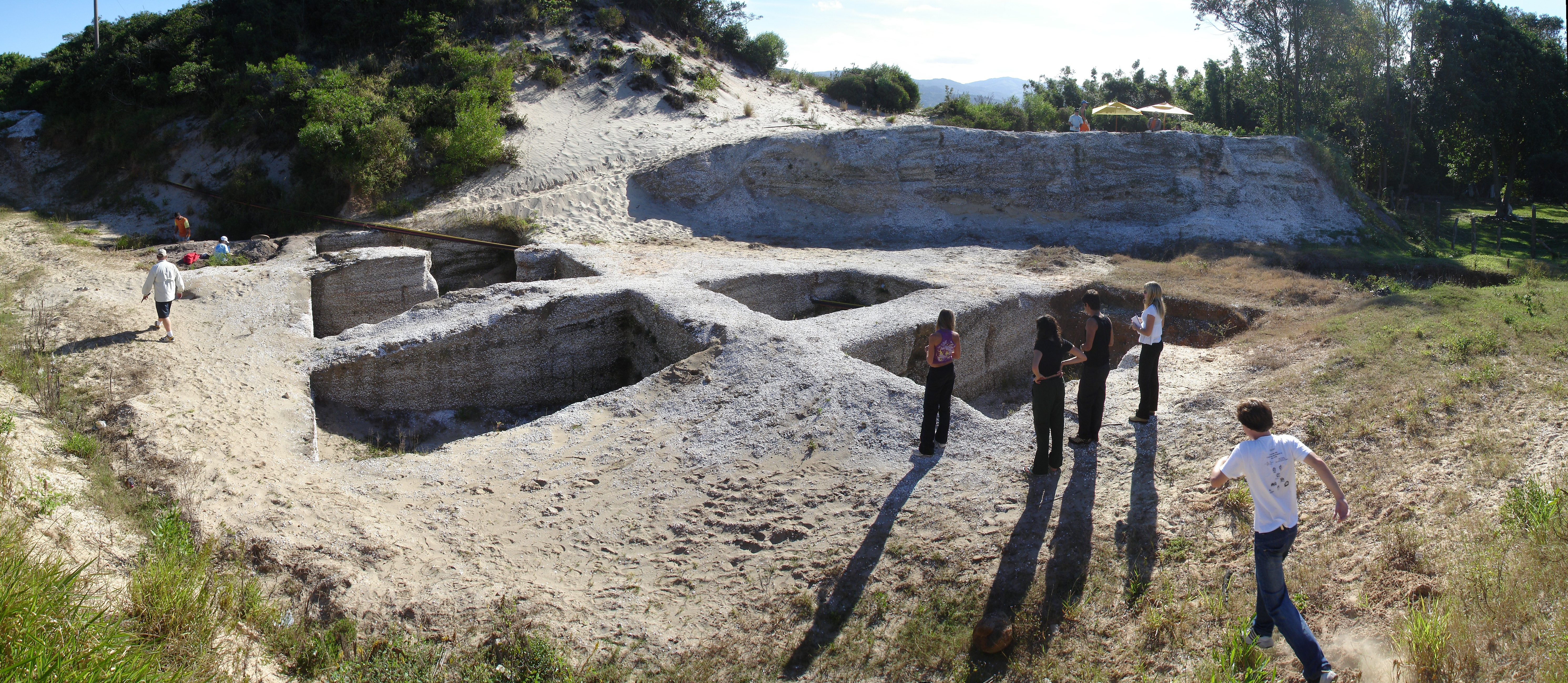
Excavació arqueològica d'un sambaqui

Són comuns en tot el litoral de l'Atlàntic, i més rars al Pacífic, però se'n troben exemplars fins al nord d'Europa. El format en varia del cònic al semiesfèric; l'alçada pot ser de menys d'un metre i fins a 25 m; també es poden estendre en àmplies àrees.

## Denominacions i etimologia
"Sambaqui" procedeix del terme tupí tãba ('conquilles') i ki ('apilat'). "Cernambi" i "sarnambi" provenen d'aquest terme.
A Portugal s'anomenen concheiros, ('conquillers') i els més coneguts són els Concheiros de Muge, als marges del Tejo, prop de la ciutat de Santarém.
Al Brasil, acadèmicament s'anomenen "població sambaquieira", "societat sambaquieira" i "poble sambaquieiro" per als que habitaven i construïren els sambaquis.

## Sambaquis per localitats

### Al Brasil

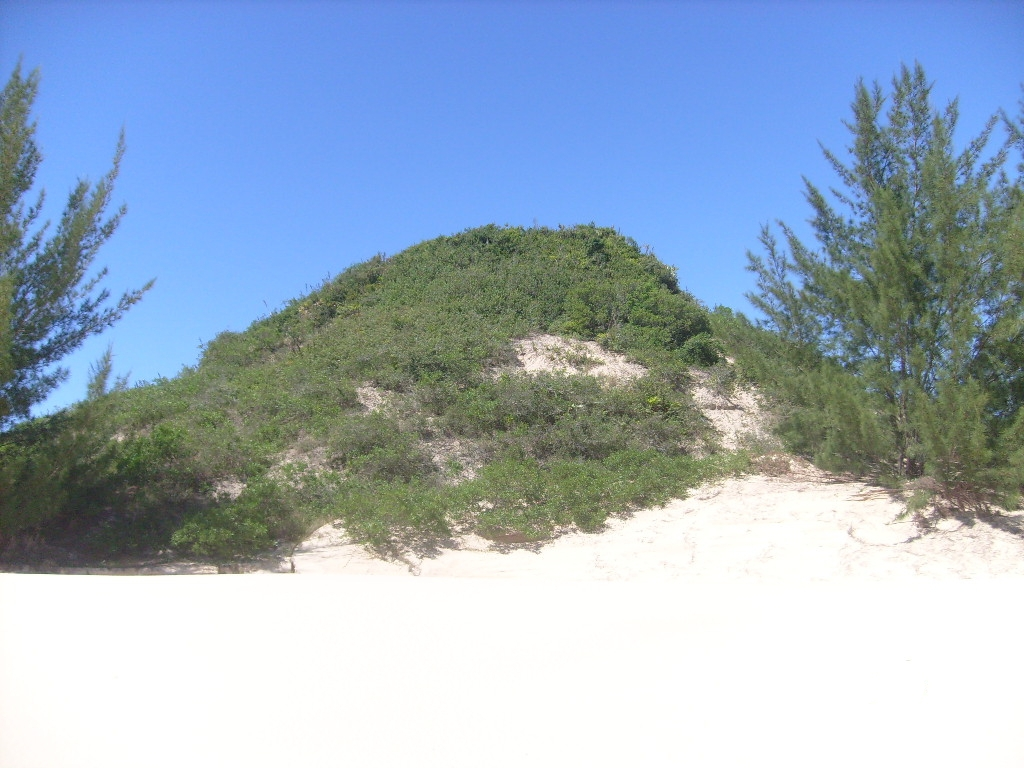
Sambaqui Figueirinha II

Al Brasil, els sambaquis es distribueixen per tota la costa, i van cridar l'atenció de l'europeu a l'inici de la colonització europea del país, al segle XVI. La diferència d'hàbits culturals i alimentaris va dur a la conclusió que eren obra d'una societat distinta de la dels tupís-guaranís, que llavors poblaven tota la zona costera del país. Alguns estudis suggereixen que els sambaquis foren construïts per pobles que visqueren a la costa brasilera entre 8000 i 2000 abans de la nostra era.
Alguns d'aquests sambaquis arribaven a 30 m d'alçada per 40 d'amplària. En el segle XVI les conquilles d'una sola muntanya es molgueren i utilitzaren com a calç en la construcció del Palau del Governador, en part del Col·legi de Bahia, i d'altres edificis.
En el segle xix, aquests monuments prehistòrics foren visitats per l'emperador Pere II, i li van encisar. En el segle xx, la Universitat de Sâo Paulo els va estudiar i van atraure l'atenció de Paul Rivet, director del Musée de l'Homme, i "pare" de la moderna antropologia americana. Al litoral sud de Brasil, els estudià l'arqueòleg João Alfredo Rohr, director del Museu del Sambaqui, de Florianópolis (SC).
Hui, els jaciments més importants es troben al litoral sud de l'estat de Santa Catarina. Les ciutats de Laguna i Jaguaruna contenen 42 sambaquis varis, i en destaquen el Garopaba do Sul i el Jabuticabeira (a Jaguaruna); i els Figueirinha I i II, més precisament a la platja de Nova Camboriú (també a Jaguaruna). Segons l'anàlisi de capes intermèdies enviades a un laboratori americà el maig de 2010, el Figueirinha I, al voltant de 2510 ae, ja tindria 2/3 de la seua grandària actual. En comparança, la major de les piràmides de la necròpolis de Guiza, la de Kheops, va ser construïda només 40 anys abans.
El sambaqui Garopaba do Sul és el major dipòsit de conquilles del món en extensió, amb 30 m d'alçada i 200 de diàmetre, i més de 3.700 anys (DIDONÊ, Revista Nova Escola, maig, 2008).
El sambaqui de Cananeia, a l'Illa do Cardoso, a Cananéia, al litoral de l'estat de Sâo Paulo, és un dels més antics del Brasil, amb prop de 8.000 anys (DIDONÊ, Revista Nova Escola, maig, 2008).

### A Portugal
- Els concheiros de Muge (concheiro Cabeço da Arruda; Moita do Sebastião i Cabeço da Amoreira);
- Els concheiros de Sado;
- Els concheiros de l'Algarve.

### A Amèrica del Nord
A l'Amèrica del Nord, s'han trobat "sambaquis" més menuts -a vegades amb menys de dos metres d'alçada- i amb l'objectiu de traçar dibuixos al terreny que només poden ser vists des de dalt. La major freqüència d'aquests jaciments arqueològics es registra a la frontera dels Grans Llacs.